# إيفوسفامايد
الإيفوسفامايد (بالإنجليزية: Ifosfamide)‏ يباع بالاسم التجاري إيفكس , هو علاج كيماوي يستخدم لعلاج عدة أنواع من السرطان . تشمل سرطان الخصية، سرطان الأنسجة الرخوة ( الساركوما ) , سرطان العظام , سرطان المثانة , سرطان الخلايا الرئوية الصغيرة , سرطان عنق الرحم و سرطان المبيض . يتم إعطاءه عن طريق الحقن في الوريد.
أعراضه الجانبية الشائعة تشمل : تساقط الشعر , التقيؤ , ظهور الدم في البول , الالتهابات و مشاكل الكلى. الأعراض الجانبية الأخرى الشديدة تشمل تثبيط نخاع العظم و انخفاض درجة الوعي . استخدامه أثناء الحمل يلحق الضرر بالجنين . ينتمي الإيفوسفامايد لعائلة النايتروجين ماسترد وعناصر الألكيليتنغ . يعمل عن طريق تعطيل ازدواجية الحمض النووي حمض نووي ريبوزي منقوص الأكسجين و بناء الحمض الرايبوزي
حمض نووي ريبوزي.
تمت الموافقة على إفوسفاميد للاستخدام الطبي في الولايات المتحدة في عام 1987. 
يعد أحد الأدوية المدرجة في قائمة الأدوية الأساسية لمنظمة الصحة العالمية , و هو العلاج الأكثر فعالية وأمانا اللازمة في النظام الصحي . تكلفة الجملة في دول العالم النامي تقريبا 7.35 إالى 70.70 لكل زجاجة 2 غرام . تكلفة هذه الجرعة في المملكة المتحدة في دائرة الصحة الوطنية تبلغ 130.04 جنيه تقريبا.

## الاستخدامات الطبية
يستخدم كعلاج لأنواع عدة من السرطان , تشمل : 
- سرطان الخصية
- سرطان الثدي
- سرطان الغدد الليمفاوية ( هودجكن والغير هودجكن )
- سرطان الأنسجة الرخوة – ساركوما –
- سرطان العظم أو أورام العظام
- سرطان الرئة
- سرطان عنق الرحم
- سرطان المبيض

### تناول الجرعة الدوائية
يكون على شكل بودرة بيضاء، عند تحضيرها للاستخدام في العلاج الكيماوي , تصبح سائل نقي عديم اللون . يتم اخذه على شكل حقن وريدية . 
عادةً يستخدم الايفوسفامايد بالتزامن مع الميسنا mesna لتجنب حدوث النزيف الداخلي عند المريض وبشكل خاص التهاب المثانة النزفي. 
يعطى الايفوسفامايد بشكل سريع، وفي بعض الحالات يمكن اعطاءه في غضون ساعة.